# Storvattnet (Frostvikens socken, Jämtland, 715427-143161)
Storvattnet är en sjö i Strömsunds kommun i Jämtland och ingår i Ångermanälvens huvudavrinningsområde. Sjön har en area på 0,355 kvadratkilometer och ligger 683,4 meter över havet. Sjön avvattnas av vattendraget Gussvattenån.

## Delavrinningsområde
Storvattnet ingår i det delavrinningsområde (715585-143102) som SMHI kallar för Utloppet av Storvattnet. Medelhöjden är 768 meter över havet och ytan är 5,05 kvadratkilometer. Räknas de 3 avrinningsområdena uppströms in blir den ackumulerade arean 10,52 kvadratkilometer. Gussvattenån som avvattnar avrinningsområdet har biflödesordning 3, vilket innebär att vattnet flödar genom totalt 3 vattendrag innan det når havet efter 307 kilometer. Avrinningsområdet består mestadels av skog (41 procent) och kalfjäll (50 procent). Avrinningsområdet har 0,45 kvadratkilometer vattenytor vilket ger det en sjöprocent på 9 procent.